# Stiftung Hamburg Maritim

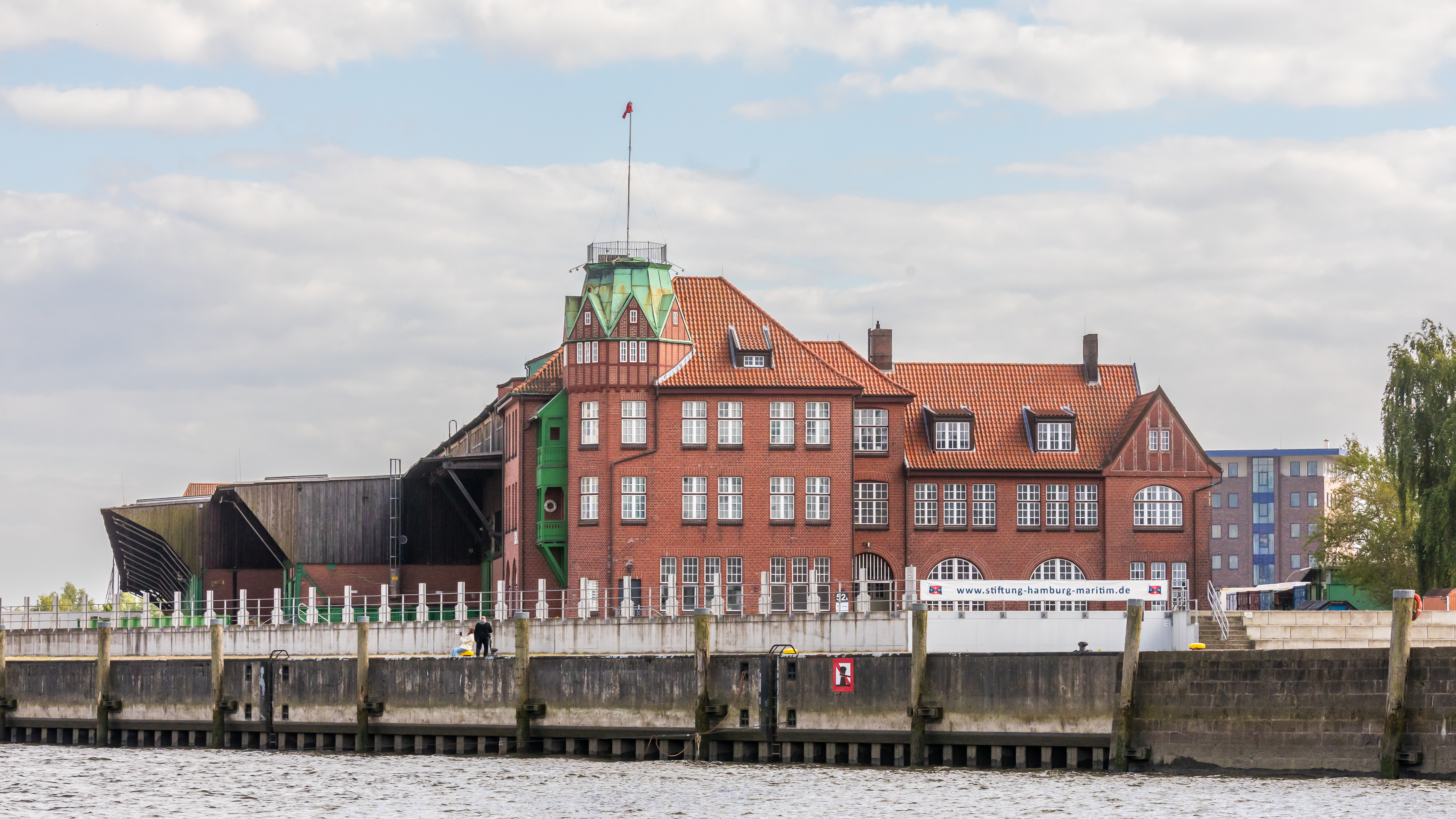
Sitz der Stiftung: Kopfgebäude Schuppen 52 A, Kleiner Graasbrook

Die Stiftung Hamburg Maritim ist eine rechtsfähige Stiftung mit Sitz in Hamburg und wurde 2001 gegründet.

## Entstehung
Die Stiftung Hamburg Maritim hat sich zur Aufgabe gemacht, Zeugnisse der maritimen Geschichte der Freien und Hansestadt Hamburg und der Metropolregion Hamburg zu bewahren. Sie erhält und restauriert Traditionsschiffe, Hafenbahnen sowie Hafenanlagen, deren Geräte und Einrichtungen sowie bauliche Anlagen, die die Geschichte des Hamburger Hafens und der Schifffahrt repräsentieren. Ziel ist es, die Objekte nicht nur zu konservieren, sondern funktionsfähig zu betreiben und einer breiten Öffentlichkeit zugängig zu machen.
Die Gründung erfolgte auf Initiative der Handelskammer Hamburg durch die Hamburgische Landesbank. Zu den ersten Förderern gehörte das Commerzcollegium Altona. Laufend unterstützt wird die Arbeit durch den Förderverein „Freundeskreis Maritimes Erbe Hamburg e. V.“
Die Stiftung wird von einem vierköpfigen Vorstand geleitet. Ein aus zwölf Personen bestehendes Kuratorium kontrolliert den Vorstand und trifft Grundsatzentscheidungen. Dem Beirat gehören jeweils ein Vertreter jedes Betriebsvereins und der Hafenmeister sowie ein Vertreter der Hamburg Port Authority an. Seit 2015 ist ein „Lenkungskreis“ als ständige Vertretung des Beirats tätig. Dessen Mitglieder vertreten den Beirat im operativen Geschäft.

## Aufgaben

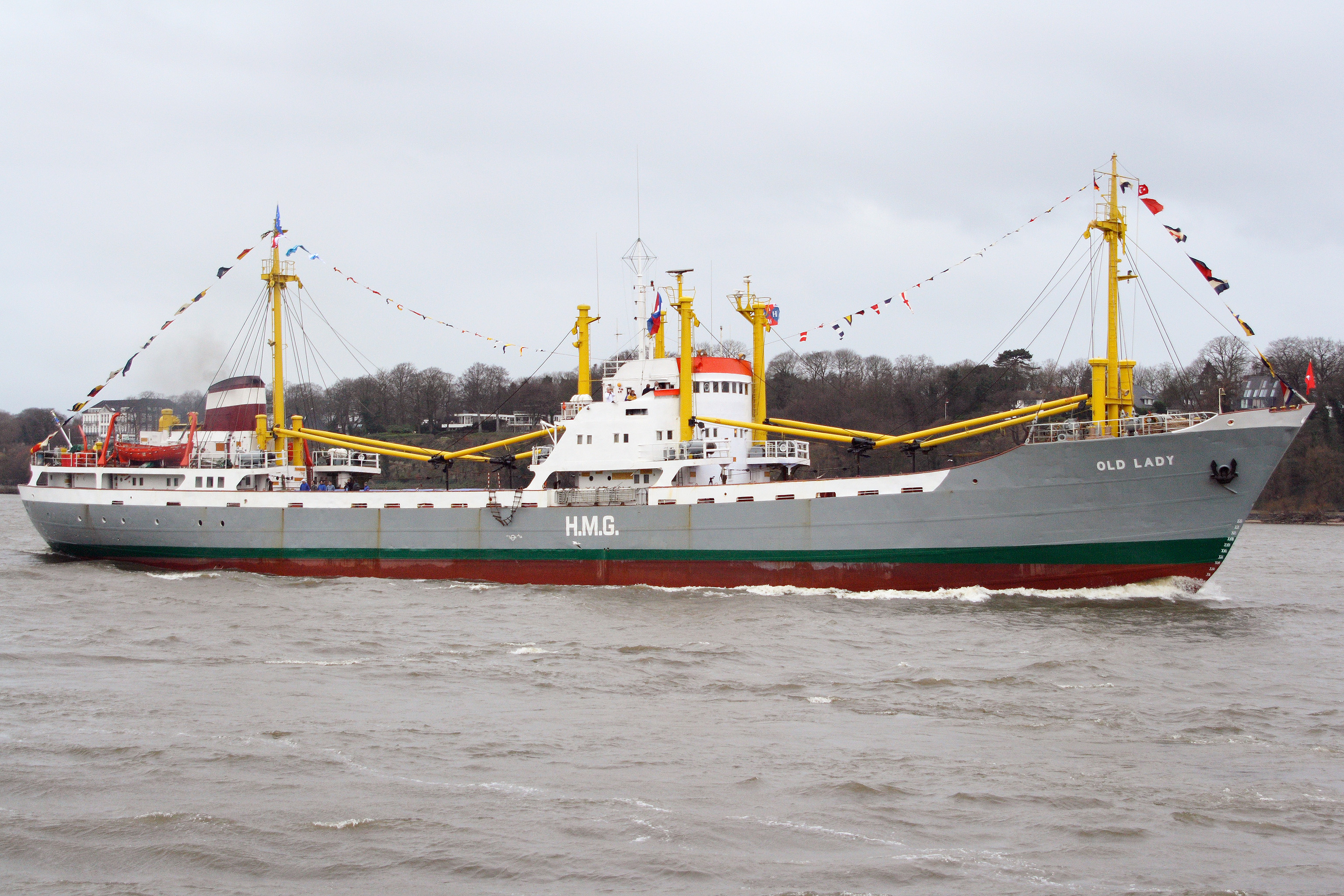
MS Bleichen

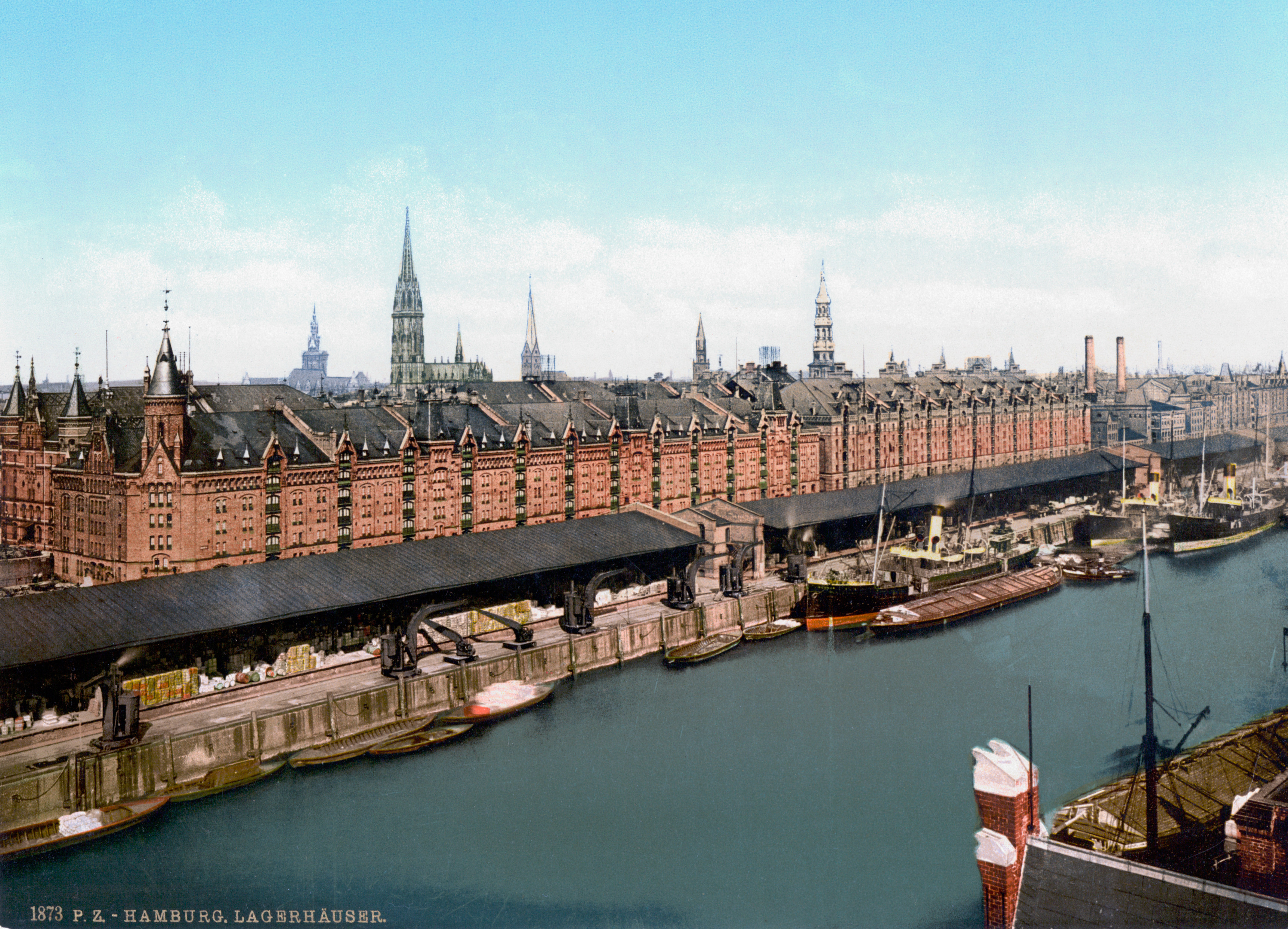
Der Sandtorhafen und die Speicherstadt um 1890

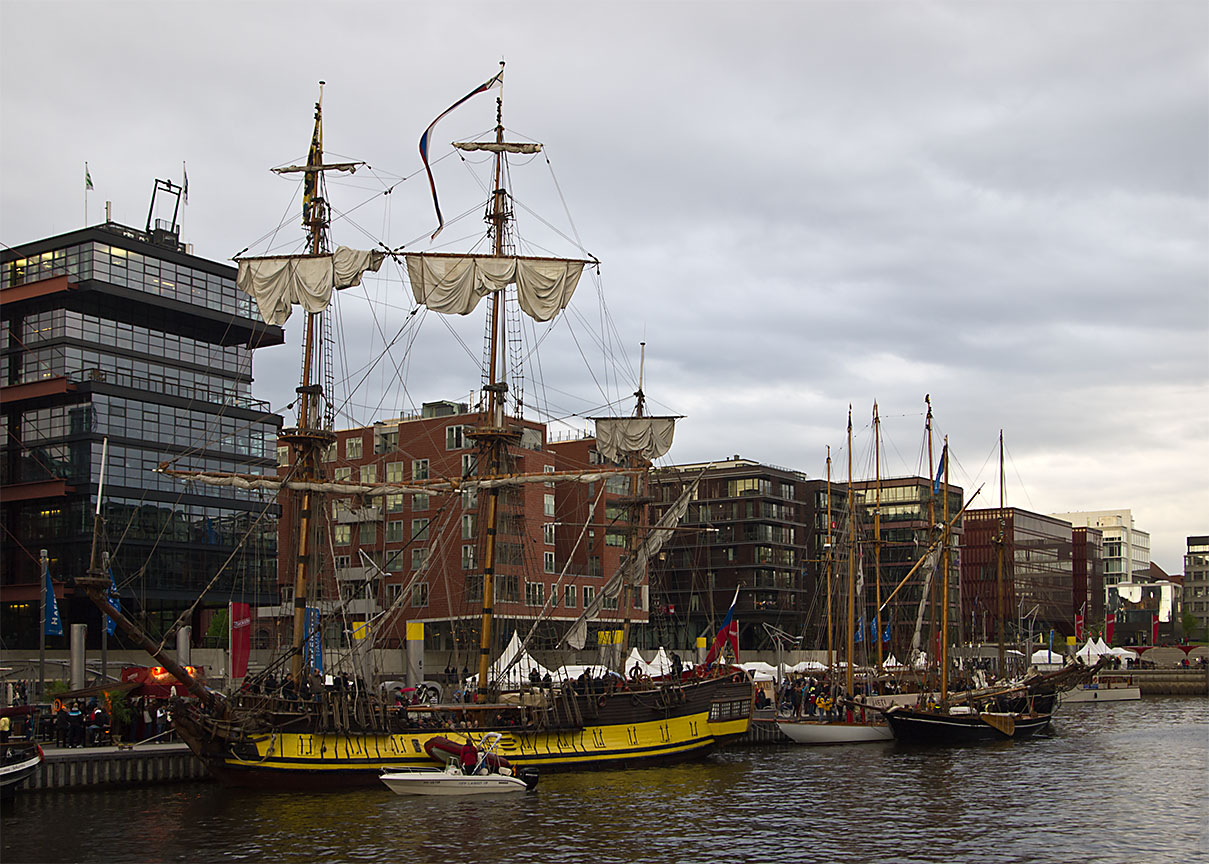
Traditionsschiffhafen im Sandtorhafen

Die Stiftung ist auf den Handlungsfeldern Restaurierung, Erhalt und Betrieb aktiv. Die Restaurierung der historischen Objekte erfordert ein hohes Maß an Fachkompetenz und Sorgfalt. Hierfür arbeitet die Stiftung mit Werften und spezialisierten Fachfirmen, aber auch mit Ausbildungs- und Fördereinrichtungen zusammen.
Für viele sind die Schiffe und der Hafen selbst ein Teil der eigenen Geschichte. In den Vereinen, die die Schiffe und Anlagen betreiben, führt diese persönliche Verbundenheit zu einem großen ehrenamtlichen Engagement zur Bewahrung des maritimen Erbes. Unter dem Dach der Stiftung setzen sich dabei etwa 1700 Ehrenamtliche für die Instandhaltung und den Betrieb der Traditionsschiffe und Hafenbahnen sowie Hafenanlagen ein. Durch die Ehrenamtlichen, die in eigenständigen Vereinen agieren, können die Schiffe sowie ein Triebwagen der Hafenbahn auch auf öffentlichen Fahrten von jedermann erlebt werden.

### Objekte
Im Eigentum befinden sich historisch wertvolle Schiffe, die in Fahrt sind oder restauriert werden.

#### Schiffe in Fahrt
- Fischewer Catarina
- Lotsenschoner No. 5 Elbe
- Schlepper Fairplay VIII
- Besanewer Johanna
- Rennyacht Heti
- Hochseekutter Landrath Küster
- Dampfschiff Schaarhörn
- Inspektionsboot Süderelbe
- Elbfischkutter Greta
- Stückgutfrachter Bleichen

#### Liegende Objekte
- Frachtewer Hermann
- Eimerkettenbagger Alster
- Hafenbarkasse Porto Alegre
- Bergungsdampfer Taucher Flint III

#### Schiffe in Restaurierung
- Frachtsegler Undine
- Viermast-Stahlbark Peking

#### Hafenanlagen und Kaischuppen
Die 50er Schuppen in der Australiastraße gehören zu Hamburgs ältesten erhaltenen Hafenanlagen und sind die letzten erhaltenen Kaischuppen aus der Kaiserzeit. Als 1910 der Baukomplex fertiggestellt wurde, war er ein Aushängeschild der Hamburger Hafenwirtschaft und galt als modernste Hafenanlage der damaligen Zeit. Die Konstruktionsweise der Lagerschuppen war wegweisend für den ökonomischen Güterumschlag, während mit den dazugehörigen Betriebsgebäuden erstmals Aspekte der Sozialreform berücksichtigt wurden.
Die Stiftung übernahm 2002 die 50er Schuppen von der heutigen Hamburger Hafen und Logistik (HHLA) sowie von der Freien und Hansestadt Hamburg mit der Auflage, sie vollständig aus eigenen Mitteln zu restaurieren. Damit wurden die historischen Gebäude vor dem Abriss gerettet. Die 50er Schuppen stehen heute unter Denkmalschutz.
Noch heute werden die 50er Schuppen von gewerblich tätigen Lagerhaltern bewirtschaftet, die dort Waren und Gewürze einlagern. Im Schuppen 50A befindet sich das Deutsche Hafenmuseum.

#### Hafenbahn
Zur Stiftung gehören auch Gleisanlagen und Gleisfahrzeuge, die durch den „Verein der historischen Hafenbahn e. V.“ betrieben werden. Die Hamburger Hafenbahn ist seit der zweiten Hälfte des 19. Jahrhunderts die wichtigste Verbindung des Hafens mit dem Hinterland und damit auch heute ein unverzichtbarer Bestandteil des Denkmalensembles. Zu verschiedenen Veranstaltungen wird auf den Gleisen historischer Güterumschlag betrieben, zum Beispiel zwischen historischen Lastwagen, der Hafenbahn und dem Stückgutfrachter BLEICHEN.
Der Bestand der historischen Hafenbahn umfasst insgesamt 29 Fahrzeuge, darunter zwei Dampfspeicherloks, Werkstattwagen, verschiedene Güterwagen, ein Transportwagen mit Handkran von 1869, eine Draisine und der Schienenbus VT 4.42. Mit dem Schienenbus können jeden zweiten Samstag im Monat Fahrten auf dem 300 Kilometer umfassenden HPA-Gleisen unternommen werden.

### Traditionsschiffhäfen
Traditionsschiffhafen im Sandtorhafen
Der Sandtorhafen, der Traditionsschiffhafen in der HafenCity, ist Hamburgs ältestes „modernes“ Hafenbecken, seine Kaimauern wurden bereits 2002 denkmalgerecht restauriert. Die dortige 5600 Quadratmeter große und 380 Meter lange Pontonanlage wurde im Jahre 2008 eröffnet und dient als Anleger für Traditionsschiffe. Hier können bis zu 25 Schiffe anlegen. Zur Erschließung der Anlage dienen drei historische Zugangsbrücken, und auf dem Kaiserkai am Südufer des Hafens sind drei restaurierte Stückgutkräne aufgestellt.
Bei seiner Eröffnung 1866 war der Sandtorhafen das erste künstlich geschaffene Hafenbecken Hamburgs, in dem Seeschiffe längsseits am Kai liegend abgefertigt werden konnten. Mit Hilfe von dampfgetriebenen Kranen („Brownsche Dampfkrane“) konnten die Waren aus den Laderäumen der Schiffe direkt in die Kaischuppen geliftet oder auf Eisenbahnwaggons oder Pferdefuhrwerke abgesetzt werden. Dieses neue Umschlagskonzept revolutionierte den bis dahin eher beschaulichen Warenumschlag der im Strom liegenden Segelschiffe. Seither gilt der Sandtorhafen als Keimzelle des „modernen Hafens“.
Anleger Bremer Kai
Mitten im ehemaligen Freihafen, im Hansahafen, liegt der Anleger Bremer Kai. Mit diesem 2018 in Betrieb genommenen Anleger erhalten Traditionsschiffe aus der Metropolregion Hamburg eine feste Anlaufstelle im Hamburger Hafen.
Die Pontonanlage befindet sich in unmittelbarer Nähe zu den historischen 50er Schuppen. Das Hafenbecken des Hansahafens wurde 1893 angelegt. Vom Anleger Bremer Kai verkehren Barkassen zu den St.-Pauli-Landungsbrücken, dem Auswanderermuseum, der Elbphilharmonie und der Speicherstadt.

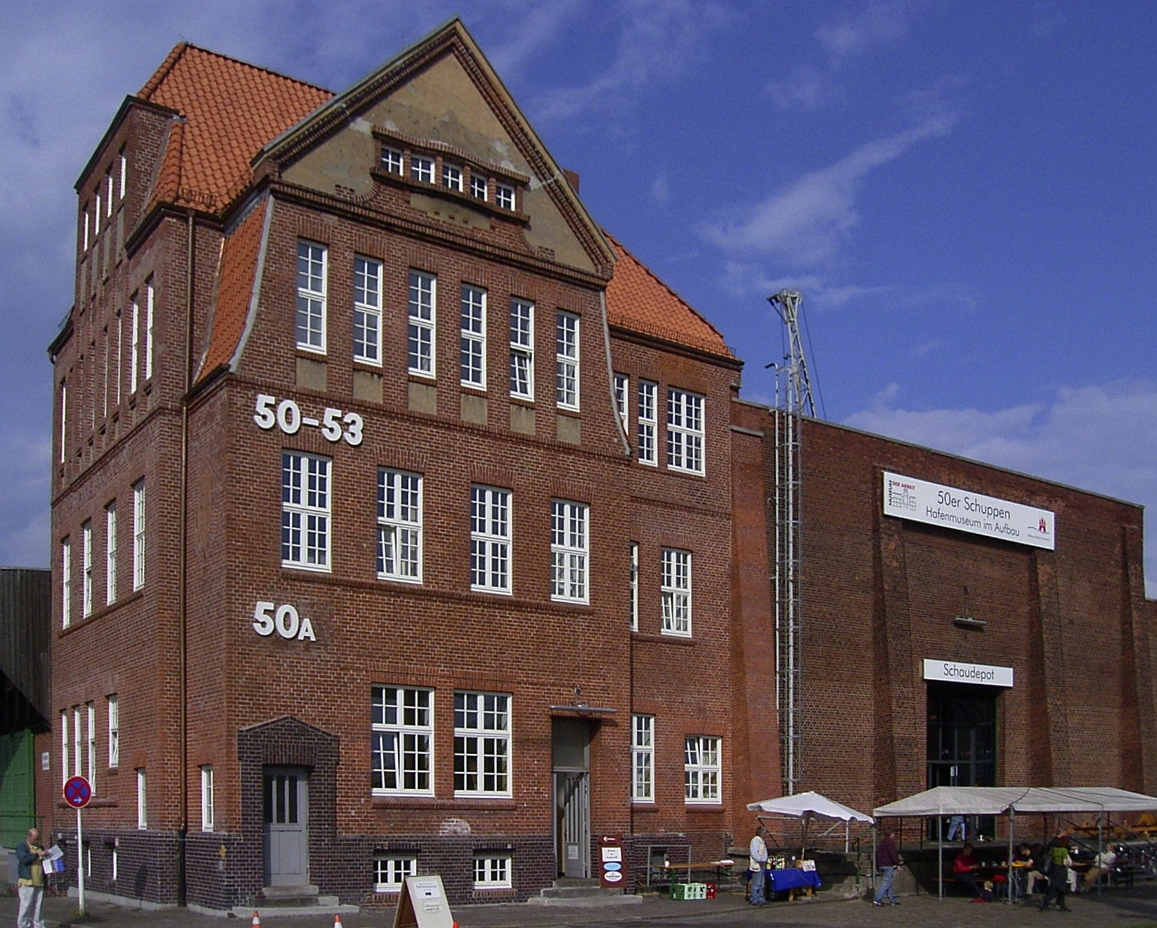
Kopfbau des Schuppens 50

### Auswandererstadt auf der Veddel

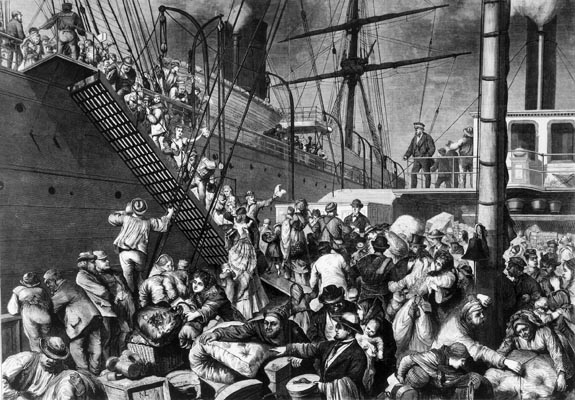
Auswanderer in Hamburg (19. Jhd.)

Auf der Veddel in Hamburg ließ Albert Ballin ab 1900 die nach ihm benannte Ballinstadt bauen. Für die Auswanderer, die mit den Schiffen der damaligen HAPAG befördert wurden, wurden Schlaf- und Wohnpavillons, Speisehallen, Bäder, Kirchen, Synagogen und Räume für ärztliche Untersuchungen errichtet. Die Stiftung hat für das Auswanderungsmuseum das Gesamtkonzept entwickelt.